# إريك ماريا ريمارك
إريك ماريا ريمارك (بالألمانية: Erich Maria Remarque) (و. 1898 – 1970 م) هو كاتب، وروائي، وكاتب مسرحي، وكاتب سيناريو، من ألمانيا، ولد في أوسنابروك، أحد الكتاب الأكثر شهرة والأكثر قراءة على نطاق واسع من الأدب الألماني في القرن العشرين ، اشتهر بفضل روايته كل شيء هادئ على الجبهة الغربية، توفي في لوكارنو، عن عمر يناهز 72 عاماً.

## نشأته
وُلد إريك ماريا ريمارك في 22 يونيو 1898 في عائلة رومانية كاثوليكية من الطبقة العاملة في مدينة أوسنابروك الألمانية لوالديه بيتر فرانز ريمارك (14 يونيو 1867، كايزرسويرث) وآنا ماريا (ستالكنخت قبل الزواج؛ مواليد 21 نوفمبر 1871، كاتنبيرغ).
أثبتت الأبحاث التي أجراها صديق طفولة ريمارك منذ القدم، هانز جيرد راب، أن ريمارك كان له في الواقع أسلاف من فرنسا –ينتمي جده الأكبر يوهان آدم ريمارك، الذي ولد في عام 1789، لعائلة فرنسية في آخن.
إبان الحرب العالمية الأولى، جُنّد ريمارك في الجيش الإمبراطوري الألماني في سن 18 عامًا. في 12 يونيو 1917، نُقل إلى الجبهة الغربية، السرية الثانية، احتياطات، مستودع ميدان شعبة احتياطي الحرس الثاني في هيم- لينغيلت. في 26 يونيو 1917، نُقل إلى كتيبة المشاة 15، السرية الثانية، فصيلة المهندسين بيث، وناضل في الخنادق بين تورهوت وهوثولست. في 31 يوليو 1917، أُصيب بشظايا قذيفة في ساقه اليسرى وذراعه اليمنى ورقبته، وبعد إجلائه طبيًا من الميدان، أُعيد إلى مستشفى للجيش في ألمانيا حيث قضى بقية الحرب وهو يتعافى من الجروح التي أُصيب بها، قبل تسريحه من الجيش.[بحاجة لمصدر]
واصل تدريبه معلمًا بعد الحرب وعمل مدرسًا في المدرسة الابتدائية في لوهن في 1 أغسطس 1919، في مقاطعة لينغن آنذاك، بينثيم حاليًا. منذ مايو 1920، عمل في كلاين بيرسن في مقاطعة هوملينغ السابقة، إيمسلاند حاليًا، وفي ناهن من أغسطس 1920، والتي كانت جزءًا من أوسنابروك منذ عام 1972. في 20 نوفمبر 1920، تقدم بطلب الحصول على إجازة من التعليم. عمل ريمارك في عدد من الوظائف المختلفة في هذه المرحلة من حياته، بما في ذلك أمين مكتبة، ورجل أعمال، وصحفي، ومحرر. عمل كاتبًا فنيًا في كونتننتال أيه جي، وهي شركة ألمانية لتصنيع الإطارات، وكانت أول وظيفة مدفوعة الأجر يشغلها في مجال الكتابة.

## مهنة الكتابة

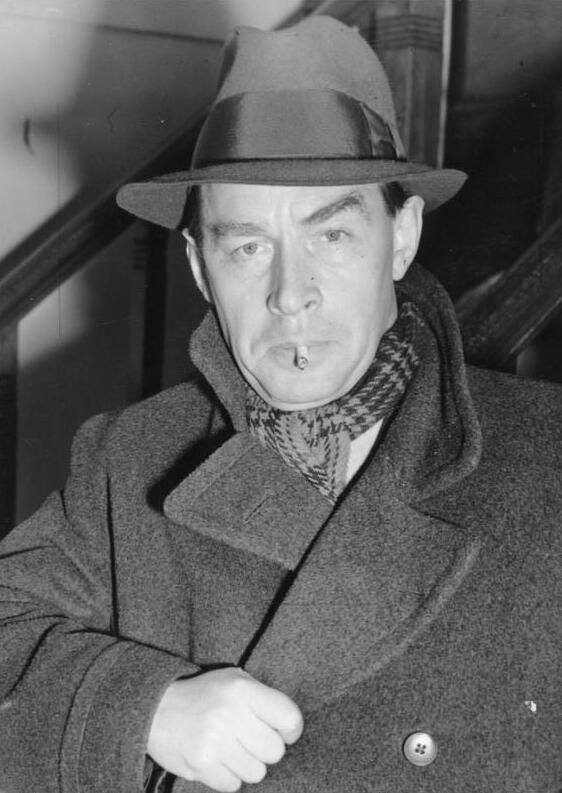
إريك ماريا ريمارك

قام ريمارك بأولى محاولاته للكتابة في سن 16 عامًا. كان من بينها المقالات وقصائد الشعر وبداية رواية أنهاها لاحقًا ونُشرت في عام 1920 بعنوان غرفة الأحلام. عندما نشر كتاب كل شيء هادئ على الجبهة الغربية، أعاد تسمية لقبه إلى تهجئة سابقة –من ريمارك إلى ريماركي– لفصل نفسه عن رواية غرفة الأحلام.
في عام 1927، نشر رواية بعنوان محطة في الأفق. نُشرت في سلسلة في مجلة سبورت إم بيلد الرياضية التي كان ريمارك يعمل فيها. (نُشرت للمرة الأولى على هيئة كتاب في عام 1998).
كُتب كل شيء هادئ على الجبهة الغربية(الصادر عام1929) في عام 1927، والذي يُعد عملًا حاسمًا في مسيرته المهنية، ولم يجد ريمارك ناشرًا له في بادئ الأمر. وصف الكتاب تجارب الجنود الألمان خلال الحرب العالمية الأولى. عند النشر، أصبح من أكثر الكتب مبيعًا على الصعيد العالمي وعملًا بارزًا في أدب القرن العشرين. ألهم ذلك جيلًا جديدًا من قدامى المحاربين ليكتبوا عن النزاعات، والنشر التجاري لمجموعة متنوعة من مذكرات الحرب. وألهم تصورات هائلة للحرب في المسرح والسينما، في ألمانيا والدول التي حاربت في الصراع ضد الإمبراطورية الألمانية، ولا سيما المملكة المتحدة والولايات المتحدة.
على خلفية نجاح كتاب كل شيء هادئ على الجبهة الغربية، كتب ريمارك عددًا من الأعمال المماثلة. وصفت تلك الأعمال فترة الحرب وما بعدها في ألمانيا بلغة بسيطة وعاطفية. في عام 1931، وبعد الانتهاء من رواية طريق العودة، اشترى ريمارك فيلا في بورتو رونكو، سويسرا بالثروة المالية الكبيرة التي حصل عليها من أعماله المنشورة. اعتزم العيش في سويسرا وفي فرنسا.

## أعمال بارزة
من أهم أعماله:
- كل شيء هادىء على الجبهة الغربية
- Spark of Life
- The Road Back
- The Dream Room.
- للحب وقت وللموت وقت
- الرفاق الثلاثة
- ليلة في لشبونة
- Heaven Has No Favorites
- Station at the Horizon

## جوائز وترشيحات
حصل على جوائز منها:
- صليب القائد لنيشان استحقاق جمهورية ألمانيا الاتحادية
- وسام استحقاق جمهورية ألمانيا الاتحادية.

ترشح لـ:
- جائزة نوبل للسلام (1931)[20]
- جائزة نوبل في الأدب (1931).

## وصلات خارجية
- إريك ماريا ريمارك على موقع IMDb (الإنجليزية)
- إريك ماريا ريمارك على موقع الموسوعة البريطانية (الإنجليزية)
- إريك ماريا ريمارك على موقع مونزينجر (الألمانية)
- إريك ماريا ريمارك على موقع ألو سيني (الفرنسية)
- إريك ماريا ريمارك على موقع ميوزك برينز (الإنجليزية)
- إريك ماريا ريمارك على موقع أول موفي (الإنجليزية)
- إريك ماريا ريمارك على موقع قاعدة بيانات برودواي على الإنترنت (الإنجليزية)
- إريك ماريا ريمارك على موقع قاعدة بيانات برودواي على الإنترنت (الإنجليزية)
- إريك ماريا ريمارك على موقع إن إن دي بي (الإنجليزية)
- إريك ماريا ريمارك على موقع أول ميوزيك (الإنجليزية)